# Họ Cá đông
Họ Cá đông (Danh pháp khoa học: Plesiopidae) là một họ cá theo truyền thống xếp trong bộ Cá vược, nhưng gần đây đã được đề xuất tách ra ở vị trí không xác định (incertae sedis) trong nhánh Ovalentaria. Chúng phân bố ở Ấn Độ Dương và Thái Bình Dương.

## Phân loại
- Phân họ Acanthoclininae: 5 chi, 16 loài.
  - Chi Acanthoclinus Jenyns, 1841
    - Acanthoclinus fuscus Jenyns, 1842
    - Acanthoclinus littoreus (Forster, 1801)
    - Acanthoclinus marilynae (Hardy, 1985)
    - Acanthoclinus matti (Hardy, 1985)
    - Acanthoclinus rua (Hardy, 1985)

  - Chi Acanthoplesiops Regan, 1912
    - Acanthoplesiops cappuccino Gill, Bogorodsky & Mal, 2013
    - Acanthoplesiops echinatus Smith-Vaniz & Johnson, 1990
    - Acanthoplesiops hiatti Schultz, 1953
    - Acanthoplesiops indicus (Day, 1888)
    - Acanthoplesiops naka Mooi & Gill, 2004
    - Acanthoplesiops psilogaster Hardy, 1985

  - Chi Beliops Hardy, 1985
    - Beliops batanensis Smith-Vaniz & Johnson, 1990
    - Beliops xanthokrossos Hardy, 1985

  - Chi Belonepterygion McCulloch, 1915
    - Belonepterygion fasciolatum (Ogilby, 1889)

  - Chi Notograptus
    - Notograptus gregoryi Whitley, 1941
    - Notograptus guttatus Günther, 1867
- Phân họ Plesiopinae: 7 chi, 34 loài.
  - Chi Assessor Whitley, 1935
    - Assessor flavissimus Allen & Kuiter, 1976
    - Assessor macneilli Whitley, 1935
    - Assessor randalli Allen & Kuiter, 1976

  - Chi Calloplesiops Fowler and Bean, 1930
    - Calloplesiops altivelis (Steindachner, 1903) - Cá sao chổi.[6]
    - Calloplesiops argus Fowler & Bean, 1930.

  - Chi Fraudella Whitley, 1935
    - Fraudella carassiops Whitley, 1935

  - Chi Paraplesiops Bleeker, 1875
    - Paraplesiops alisonae Hoese & Kuiter, 1984
    - Paraplesiops bleekeri (Günther, 1861)
    - Paraplesiops meleagris (Peters, 1869)
    - Paraplesiops poweri Ogilby, 1908
    - Paraplesiops sinclairi Hutchins, 1987

  - Chi Plesiops Oken, 1817
    - Plesiops auritus Mooi, 1995
    - Plesiops cephalotaenia Inger, 1955
    - Plesiops coeruleolineatus Rüppell, 1835 - Cá đông san hô.[6]
    - Plesiops corallicola Bleeker, 1853
    - Plesiops facicavus Mooi, 1995
    - Plesiops genaricus Mooi & Randall, 1991
    - Plesiops gracilis Mooi & Randall, 1991
    - Plesiops insularis Mooi & Randall, 1991
    - Plesiops insularis Mooi, 1995
    - Plesiops multisquamata Inger, 1955
    - Plesiops mystaxus Mooi, 1995
    - Plesiops nakaharai Tanaka, 1917
    - Plesiops nigricans (Rüppell, 1828)
    - Plesiops oxycephalus Bleeker, 1855 - Cá đông.[6]
    - Plesiops polydactylus Mooi, 1995
    - Plesiops thysanopterus Mooi, 1995
    - Plesiops verecundus Mooi, 1995[6]

  - Chi Steeneichthys Allen and Randall, 1985
    - Steeneichthys nativitatus Allen, 1997
    - Steeneichthys plesiopsus Allen & Randall, 1985

  - Chi Trachinops Günther, 1861
    - Trachinops brauni Allen, 1977
    - Trachinops caudimaculatus McCoy, 1890
    - Trachinops noarlungae Glover, 1974
    - Trachinops taeniatus Günther, 1861